# Małgorzata Ostrowska (polityk)
Małgorzata Teresa Ostrowska z domu Kuźniewska (ur. 31 lipca 1958 w Malborku, zm. 8 sierpnia 2024 tamże) – polska polityk, posłanka na Sejm II, III, IV i V kadencji, w latach 2002–2003 wiceminister skarbu państwa, w 2005 wiceminister gospodarki.

## Życiorys
Ukończyła studia na Wydziale Politologii Uniwersytetu Gdańskiego (1993) oraz podyplomowe studia z zakresu prawa europejskiego w Instytucie Europejskim w Natolinie. Po studiach pracowała jako nauczycielka języka polskiego w Malborku. Od 1972 należała do Związku Harcerstwa Polskiego, w latach 1987–1992 była komendantem hufca w ZHP w Malborku. Od 1987 do 1989 zasiadała w Miejskiej Radzie Narodowej Malborka. W latach 1993–2007 sprawowała mandat poselski z ramienia Sojuszu Lewicy Demokratycznej na Sejm II, III, IV i V kadencji. Od 27 marca 2002 do 14 stycznia 2003 pełniła funkcję sekretarza stanu w Ministerstwie Skarbu Państwa, a od 28 kwietnia do 4 listopada 2005 była sekretarzem stanu w Ministerstwie Gospodarki i Pracy.
W wyborach parlamentarnych w 2005 startowała z listy SLD w okręgu gdańskim, uzyskując 12 861 głosów. Zasiadała w komisji śledczej ds. banków i nadzoru bankowego. 30 marca 2007 Sejm odmówił uchylenia jej immunitetu w sprawie korupcyjnej. W przedterminowych wyborach w 2007 bez powodzenia ubiegała się o reelekcję z listy Lewicy i Demokratów.
W październiku 2009 rozpoczął się jej proces karny, w którym oskarżona została o przyjęcie korzyści majątkowej od członka tzw. mafii paliwowej. Według mediów oskarżenie zostało oparte głównie na wyjaśnieniach malborskiego policjanta, który później zmienił swoją wersję, a w maju 2011 popełnił samobójstwo. W grudniu 2013 Małgorzata Ostrowska została w pierwszej instancji uniewinniona od popełnienia zarzucanego jej czynu, a wyrok ten został utrzymany w mocy przez Sąd Apelacyjny w Gdańsku w marcu 2015.
W 2010 została wybrana do sejmiku pomorskiego. W tych samych wyborach kandydowała także na urząd burmistrza Malborka, zajmując 3. miejsce spośród 4 kandydatów. Rok później wystartowała do Senatu. W 2014 bez powodzenia kandydowała do Parlamentu Europejskiego i ponownie do sejmiku. W 2015 kandydowała do Sejmu z ramienia Zjednoczonej Lewicy, która nie zdobyła mandatów. W 2018 została wybrana do rady powiatu malborskiego. Nie uzyskała ponownie mandatu w 2024. Zajmowała również stanowisko prezesa zarządu Malborskiego Towarzystwa Budownictwa Społecznego.
Została pochowana na cmentarzu komunalnym w Malborku.